# Блейер, Ойген-Генрих
Ойген-Генрих Блейер (нем. Eugen-Heinrich Bleyer; 20 ноября 1896 — 18 марта 1979) — немецкий военачальник, генерал-лейтенант вермахта, командующий пехотными дивизиями во время Второй мировой войны. Кавалер Рыцарского креста Железного креста, высшего ордена нацистской Германии.
Взят в плен югославскими войсками 15 мая 1945 года в городе Целе. В 1949 году приговорён к смертной казни, однако данное наказание было заменено на 18 лет тюрьмы. В 1952 году освобождён из заключения и вернулся в Германию.

## Награды
- Железный крест (1914)
  - 2-го класса (5 октября 1915)
  - 1-го класса (13 августа 1916)
- Нагрудный знак за ранение (1914)
  - в чёрном
  - в серебре
  - в золоте (28 июня 1918)
- Медаль «За храбрость» (Великое герцогство Гессен)
- Почётный крест ветерана войны (15 января 1935)
- Медаль «За сооружение Атлантического вала»
- Пряжка к Железному кресту (1939)
  - 2-го класса (27 января 1940)
  - 1-го класса (16 июня 1940)
- Медаль «За зимнюю кампанию на Востоке 1941/42» (22 августа 1942)
- Орден Креста Свободы 2-го класса с мечами (23 сентября 1941)
- Рыцарский крест Железного креста (15 декабря 1941)
- Упоминание в Вермахтберихт (15 февраля 1943)
- Офицерский крест ордена «За заслуги перед Федеративной Республикой Германия» (17 августа 1967)